# Neopseudatrichia kewi
Neopseudatrichia kewi är en tvåvingeart som beskrevs av Kelsey 1969. Neopseudatrichia kewi ingår i släktet Neopseudatrichia och familjen fönsterflugor. Inga underarter finns listade i Catalogue of Life.